# Naze Hito wa Arasou n' Darō? / Summer Wind / Jinsei wa Step!
Naze Hito wa Arasou n' Darō? / Summer Wind / Jinsei wa Step! (何故 人は争うんだろう？／Summer Wind／人生はSTEP) är en låt med den japanska idolgruppen °C-ute. Låten släpptes som trippel-A-singel den 20 april 2016 och nådde andraplatsen på Oricon Weekly Singles Chart.

## Låtlista
| 1. | Naze Hito wa Arasou n' Darō? (何故 人は争うんだろう？) | 4:21 |
| 2. | Summer Wind                                            | 4:33 |
| 3. | Jinsei wa Step! (人生はSTEP)                           | 4:08 |
| 4. | Naze Hito wa Arasou n' Darō? (instrumental)            | 4:21 |
| 5. | Summer Wind (instrumental)                             | 4:33 |
| 6. | Jinsei wa Step! (instrumental)                         | 4:08 |

| 1. | Naze Hito wa Arasou n' Darō? (musikvideo) | 5:56 |

| 1. | Summer Wind (musikvideo) | 5:08 |

| 1. | Jinsei wa Step! (musikvideo) | 6:16 |

## Medverkande
- Maimi Yajima
- Saki Nakajima
- Airi Suzuki
- Chisato Okai
- Mai Hagiwara